# Cachaço (Serra do Navio)
Cachaço é um distrito do município brasileiro de Serra do Navio, no estado do Amapá. Segundo o censo demográfico de 2022, realizado pelo Instituto Brasileiro de Geografia e Estatística (IBGE), sua população era de 898 habitantes e havia 255 domicílios particulares permanentes ocupados. Foi criado antes de 1995.
De acordo com o IBGE, em 2010 a população era de 922 habitantes e havia 295 domicílios particulares.